# Au cœur de moi (tournée)
Cet article concerne la première tournée du chanteur Amir Haddad. Pour le deuxième album du chanteur Amir Haddad, voir Au cœur de moi.
Au cœur de moi est le nom de la première tournée d'Amir, démarrée le 15 octobre 2016 et arrêtée le 13 décembre 2017.

## Historique
À la suite du passage d'Amir à l'Eurovision 2016 et au succès croissant de l'interprète, cette tournée lui permet de promouvoir son dernier album Au cœur de moi. La tournée démarre le 15 octobre 2016 à Longjumeau. À cette occasion, il lance un chat public avec ses musiciens sur l'application Viber dans l'optique d'être plus proche de son public.
Sur scène, Amir est entouré de cinq musiciens. La mise en scène reprend le même thème esthétique triangulaire que la pochette de l'album.

## Titres
| 1.  | Au cœur de moi                                    |
| 2.  | Lost                                              |
| 3.  | Oasis                                             |
| 4.  | Broken Heart                                      |
| 5.  | On dirait                                         |
| 6.  | À ta manière                                      |
| 7.  | Billie Jean de Michael Jackson (acoustique)       |
| 8.  | Au Café des délices de Patrick Bruel (acoustique) |
| 9.  | Ma vie, ma ville, mon monde                       |
| 10. | No Vacancy (à partir du 18 juin 2017)             |
| 11. | I Know                                            |
| 12. | J'ai cherché                                      |
| 13. | Très haut                                         |
| 14. | Il est temps qu'on m'aime                         |
| 15. | Etats d'amour (à partir du 26 août 2017)          |
| 16. | Je reviendrai                                     |
| 17. | J'ai cherché (acoustique)                         |
| 18. | On dirait (acoustique)                            |

## Informations
| Personnes sur scène                             | |  |
| Interprète : - Amir (chant principal + guitare) | Musiciens : - Jérôme Quériaud (guitare et chœur) - Hugo Marcus (guitare) - Mathieu Llopart (basse) - Julien Botas (batterie et cajón) - Jean-Baptiste « Jay-B » Genty (claviers) |  |

## Dates et lieux de concert

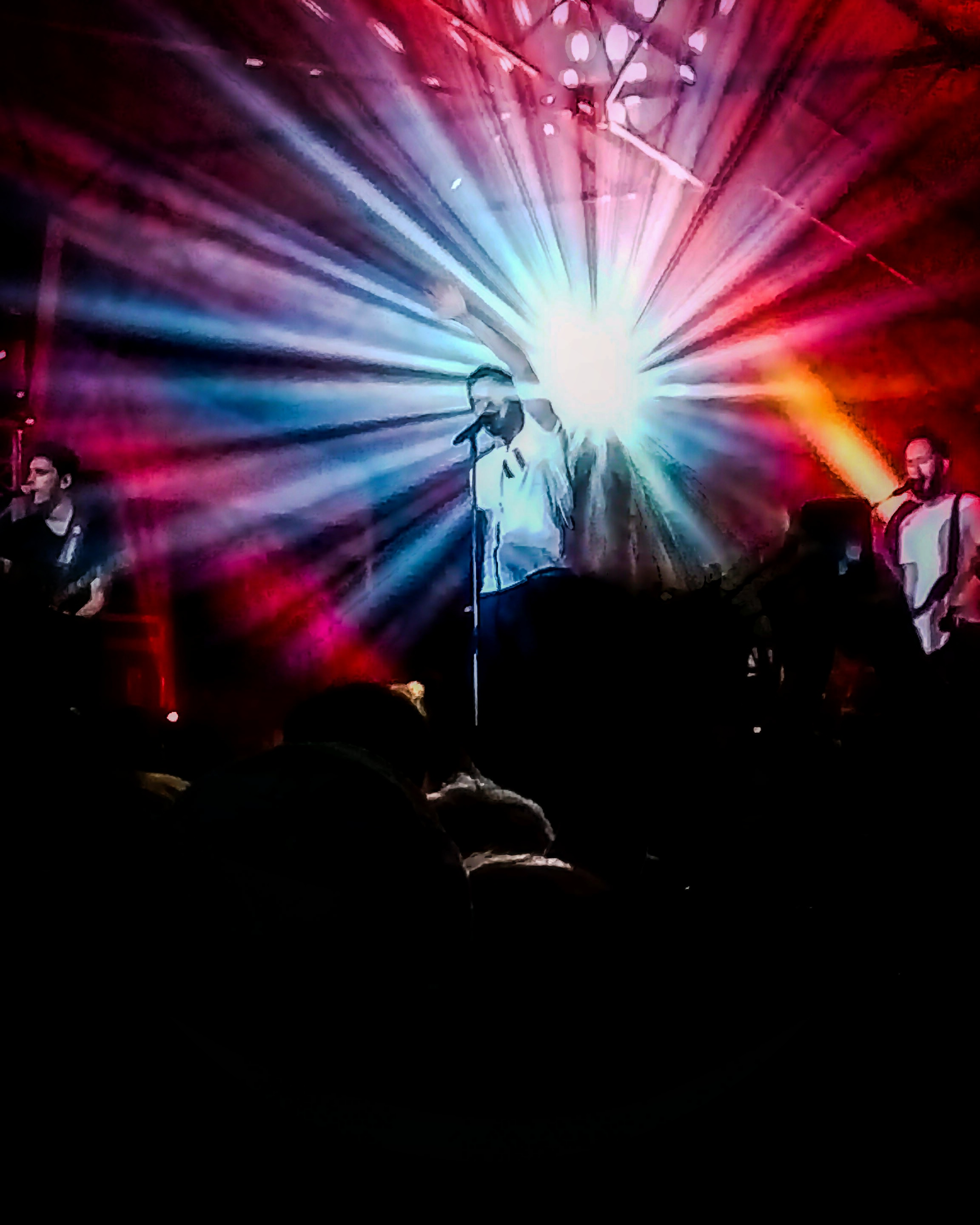
Amir live à Anzin le 14 juillet 2017